# Peperomia enenyasensis
Peperomia enenyasensis är en pepparväxtart som beskrevs av William Trelease. Peperomia enenyasensis ingår i släktet peperomior, och familjen pepparväxter. Inga underarter finns listade i Catalogue of Life.